# Karl von Strantz (General, 1820)
Karl Theodor von Strantz (* 25. Oktober 1820 in Berlin; † 26. April 1895 ebenda) war ein preußischer Generalleutnant.

## Leben

### Herkunft
Er war der Sohn des gleichnamigen preußischen Generalleutnants Karl von Strantz (1783–1865) und dessen Ehefrau Sophie Charlotte, geborene Gräfin von Wylich und Lottum (1793–1869). Sein jüngerer Bruder Friedrich Balzer (1829–1897) stieg ebenfalls zum Generalleutnant auf.

### Militärkarriere
Strantz besuchte das Kadettenhaus in Berlin und wurde anschließend als Sekondeleutnant im 1. Kürassier-Regiment der Preußischen Armee angestellt. Für drei Jahre war er ab Oktober 1844 zur weiteren Ausbildung an die Allgemeine Kriegsschule kommandiert, die er mit sehr gutem Erfolg abschloss. Anlässlich der Niederschlagung des Aufstandes in Posen nahm Strantz 1848 am Gefecht bei Raszkow teil.
Anfang November 1849 wurde er als Adjutant des Kriegsministers von Strotha in das Kriegsministerium versetzt. Strantz diente auch dessen Nachfolger von Stockhausen, bis er am 7. Januar 1852 zur Verfügung des Chefs des Generalstabes gestellt wurde. Er avancierte im Juni 1852 zum Premierleutnant und wurde am 1. November 1853 zum Großen Generalstab kommandiert. Unter Beförderung zum Hauptmann kam Strantz am 25. Mai 1854 nach Magdeburg in den Generalstab des IV. Armee-Korps. Daran schlossen sich Verwendungen im Generalstab der 1. Garde-Division sowie als Rittmeister und Eskadronchef im 6. Ulanen-Regiment an. Am 18. Januar 1859 wurde Strantz als Major wieder in den Großen Generalstab versetzt und war vom 29. Oktober 1859 bis zum 6. März 1863 im Generalstab der 7. Division tätig. Anschließend beauftragte man ihn unter Stellung à la suite mit der Führung des 1. Schlesischen Husaren-Regiments Nr. 4 in Ohlau und ernannte Stantz am 17. März 1863 unter Beförderung zum Oberstleutnant zum Kommandeur dieses Verbandes. Als Abteilungschef kehrte er am 3. April 1866 in den Großen Generalstab nach Berlin zurück, war kurzzeitig zum Gouvernement in Schleswig kommandiert und dort mit der Wahrnehmung der Geschäfte als Chef des Generalstabes beauftragt.
In dieser Eigenschaft am 8. Juni 1866 zum Oberst befördert, war Strantz während des Deutschen Krieges Oberquartiermeister beim Oberkommando der Mainarmee und nahm an den Kämpfen bei Tauberbischofsheim, Helmstadt, Roßbrunn sowie der Beschießung der Festung Marienberg teil. Für sein Wirken wurde ihm der Rote Adlerorden II. Klasse mit Eichenlaub und Schwertern sowie das Ehrenkomturkreuz des Oldenburgischen Haus- und Verdienstorden des Herzogs Peter Friedrich Ludwig verliehen. Nach Beendigung des Krieges übernahm Strantz wieder seinen Posten als Abteilungschef im Großen Generalstab und war zugleich ab Ende September 1866 auch als Mitglied der Studienkommission der Kriegsakademie tätig. Am 18. November 1868 erhielt er den Rang und die Gebührnisse eines Brigadekommandeur und wurde ein Jahr später unter Stellung à la suite des Generalstabes zum Kommandeur der 8. Kavallerie-Brigade in Erfurt ernannt.
Bei der Mobilmachung anlässlich des Krieges gegen Frankreich zunächst dem Stab der 5. Kavallerie-Division unter Generalleutnant von Rheinbaben zugeteilt, avancierte Strantz am 26. Juli zum Generalmajor. Nach der Schlacht bei Spichern wurde er am 10. August 1870 Kommandeur der 3. Reserve-Kavallerie-Brigade (3. Reserve-Division). Er führte diesen Großverband bei den Einschließungen von Thionville, Mézières, Péronne und Tertry-Pœuilly sowie in der Schlacht bei Saint-Quentin. Ausgezeichnet mit beiden Klassen des Eisernen Kreuzes wurde Strantz nach dem Vorfrieden von Versailles am 20. März 1871 zum Kommandeur der neu gebildeten 30. Kavallerie-Brigade in Metz ernannt und im April desselben Jahres zur internationalen Grenzregulierungskommission zwischen Deutschland und Frankreich nach Brüssel kommandiert. Unter Verleihung des Charakters als Generalleutnant wurde Strantz am 12. März 1874 in Genehmigung seines Abschiedsgesuches mit der gesetzlichen Pension zur Disposition gestellt.
Er verstarb unverheiratet in Berlin.